# The Hu
The Hu is een folkmetalband uit Mongolië. 
De band werd in 2016 opgericht in Ulaanbaatar en maakt gebruik van boventoonzang en traditionele instrumenten waaronder de morin khuur. In 2018 bracht de band de videoclips bij de nummers "Yuve Yuve Yu" en "Wolf Totem" uit die viraal gingen. In 2019 verscheen hun debuutalbum The Gereg waarna de band ging touren door Europa en de Verenigde Staten.

## Geschiedenis
Alle bandleden hebben gestudeerd aan het Mongoolse staatsconservatorium. Ze kenden elkaar al jaren maar werden in 2016 bij elkaar gebracht door producer Dashka die traditionele Mongoolse muziek wilde combineren met Westerse rock. In de herfst van 2018 publiceerde de band videoclips van de nummers "Wolf Totem" en "Yuve Yuve Yu" op YouTube. Beide video's gingen viraal. Laatstgenoemde was aan het eind van het jaar al meer dan 31 miljoen maal bekeken. Beide nummers belandden in de hitlijsten van Billboard. Op 17 mei 2019 ontving Haltmaagiin Battulga, toenmalig president van Mongolië, de bandleden en de producer om hen te feliciteren met hun succes en hen te bedanken voor het promoten van zijn land. In juni in hetzelfde jaar had de band zijn eerste optreden.
Op 6 juni 2019 bracht de band een videoclip uit met de liedtekst van "Shoog Shoog". Op 20 augustus dat jaar volgde de videoclip van "The Great Chingiss Khan". Het debuutalbum The Gereg werd op 13 september 2019 op cd en lp uitgebracht. De naam van het album is afgeleid van de gerege, een tablet die in gebruik was in de tijd dat Dzjengis Khan regeerde en waarmee vertegenwoordigers van de grootkan van het Mongoolse Rijk tijdens hun reizen bescherming en proviand konden opeisen. Ook het album belandde in de hitlijsten, zowel in Noord-Amerika als in Europa. Zo kwam The Gereg op #38 in de Ultratop 200 Albums. In november werd het nummer "Black Thunder" gebruikt in de game Star Wars Jedi: Fallen Order.
Na het verschijnen van het debuutalbum bracht de band nieuwe versies van hun nummers uit, aangevuld met Engelse tekst gezongen door gastzangers. Van "Wolf Totem" verscheen een videoclip met Jacoby Shaddix (Papa Roach). De nieuwe versie van "Yuve Yuve Yu" werd ondersteund door Danny Case (From Ashes To New). Lzzy Hale (Halestorm) herschreef de tekst van "Song of Women" en nam tevens de zang voor haar rekening.

## Stijl
De band omschrijft zijn stijl zelf als hunnurock, vernoemd naar de Hunnen. Het woord hu is het Mongoolse basiswoord voor mens. In de liederen worden de cultuur en tradities van de Mongolen bezongen. De muziek wordt ook wel omschreven als boogierock en vergeleken met de stijl van AC/DC.

## Onderscheiding
Op 27 november 2019 ontving de band de Orde van Dzjengis Khan, de hoogste staatsonderscheiding van Mongolië, wegens het bevorderen van de Mongoolse cultuur.

## Discografie
- The Gereg, 2019
- Rumble of Thunder, 2022